# Естонський художній музей
Естонський художній музей (ест. Eesti Kunstimuuseum) — це установа, до складу якої входять декілька різноманітних музеїв в місті Таллінн — Кадріоргський художній музей, музей Міккель, музей Нігулісте, музей Адамсона-Еріка, музей Куму.

## Історія
Естонський художній музей було засновано 17 листопада 1919 року. До відкриття сучасного приміщення дуже довго працював у різних інших приміщеннях. Найдовше — у Кадріоргському палаці. Його було надано музею у 1921 р., але 1929 — відібрано та передано під державне представницьке приміщення. Музей було переведено у тимчасове приміщення, яке згоріло під час бомбардування 9 березня 1944 року. Вогнем було знищено 3 тисячі цінних експонатів, бібліотеку, архів та інвентар музею. Але близько 10 тисяч творів, евакуйованих співробітниками музею в інші приміщення та сільську місцевість — не постраждали.
В 1930-х рр. актуальною була тема будівництва приміщення музею на ділянці землі між бульваром Мере та вулицею Айа. У 1936 р. навіть було проведено міжнародний архітектурний конкурс. На ньому перше місце отримали естонські архітектори Едгар Йохан Куузік та Еріх Якобі, друге місце отримав відомий фінський архітектор Алвар Аалто. Але почалася Друга світова війна й будівлю музею так і не було споруджено.
У 1946 р. колекції музею знову зібрали в Кадріоргському палаці, де музей і працював до 1991 року. Але через аварійність будівлі 1991 р. музей закрили для відвідувачів, а 1992 р. довелося й зовсім покинути палац. Гостро постало питання будівництва власного приміщення для музею. З 11 різних місць в різних районах міста Таллінн було обрано схил Лансямяе, що розташований наприкінці вулиці Вейценбергі в Кадріозі. А як тимчасову площу музею було надано розташований на Тоомпеа будинок естонського лицарства, де 1 квітня 1993 р. в чергове було відкрито експозицію. Виставкова діяльність Естонського художнього музею у цьому приміщенні завершилася у жовтні 2005 р.
А діяльність музею тим часом розширювалася за допомогою філій: 1980 р. було засновано музей прикладного мистецтва, 1983 р. — музей Адамсона-Еріка, 1984 р. — музей Крістьяна Рауда та Музей Нігулісте. З 1995 р. в усіх попередніх та теперішніх філіях музею ведеться активна просвітницька діяльність — у цікавих музейних заняттях та роботі художніх студій беруть участь діти та молодь. У 1996 р. на першому поверсі колишнього Соляного складу Роттермана було відкрито виставковий зал, що заверши свою діяльність у травні 2005 р. Влітку 2000 р. знову відкрився відреставрований Кадріоргський палац, але вже як філія — Кадріоргський художній музей, де експонується колекція зарубіжного мистецтва Естонського художнього музею.
На сьогодні Естонський художній музей — це установа, до складу якої входять декілька різноманітних музеїв — Кадріоргський художній музей, музей Міккель, музей Нігулісте, музей Адамсона-Еріка. З лютого 2006 р. в Кадріозі відкрито для відвідувачів музей Куму — нове головне приміщення Естонського художнього музею.

## Будівлі музею
|                     |
| Кадріоргський палац |

|               |
| Музей Міккель |

|                 |
| Музей Нігулісте |

|                      |
| Музей Адамсона-Еріка |